# Cléobuline
Cléobuline ou Cléobulina (en grec ancien Κλεοβουλίνη) est une philosophe et poétesse grecque née à Lindos, dans l'île de Rhodes, et qui vécut probablement autour de 550 av. J.-C..

## Biographie
Bien connue des auteurs anciens, Cléobuline est la première philosophe grecque connue,.
Selon Plutarque, son père est Cléobule, tyran de Lindos, l'un des Sept Sages. Il la met en scène dans le Banquet des sept sages sous le surnom que lui donne son père Cléobule, Eumétis, « la Prudente », et loue, davantage que ses énigmes, « sa profondeur d'esprit, son sens politique, l'aménité de son caractère, et le talent qu'elle a de rendre plus douce l'autorité de son père et d'inspirer à celui-ci des sentiments plus humains à l'égard du peuple, ». Selon Diogène Laërce, la mère de Thalès se nommait également Cléobuline, mais il ne s'agit peut-être pas de la même personne, car, dans le Banquet des sept sages, Cléobuline est encore une jeune femme alors que Thalès est déjà adulte et célèbre.
Le sympósion (en), qu'on peut traduire par « banquet » ou plus littéralement par « réunion des buveurs », est un passe-temps en deux parties au cours duquel dialogues, discussions et énigmes s'intègrent dans la seconde partie. Cléobuline obtient sa célébrité par ses énigmes :
Cléobuline a inspiré à Cratinos l'une de ses comédies, Les Cléobulines, jouée avant 420 av. J.-C., peut-être vers 450.

## Œuvre
Cléobuline est connue pour ses énigmes. Aristote définit le genre dans la Poétique : « relier entre elles des choses qui ne peuvent l'être pour énoncer des faits qui existent ; or il n'est pas possible de faire cela par l'alliance des noms, mais il est permis de le faire par métaphore», et donne en exemple une énigme de Cléobuline :  

« J'ai vu un homme qui, au moyen du feu, avait appliqué l'airain sur la peau d'un autre homme. »

L'énigme était un genre couramment pratiqué lors des banquets. Olivier Gaudefroy donne un fragment d'énigme plus complet afin d'illustrer son propos : 
J'ai vu un homme voler et tromper par la force, 

et cette action violente être la plus juste.

Un père, douze fils ; à chacun de ses fils

des filles, deux fois trente, en deux lots dissemblables : 

les unes au teint clair, les autres au teint foncé.

Toutes meurent : pourtant elles sont immortelles.
— Fragment d'énigme attribué à Cléobuline.
Pour Detienne et Vernant, Cléobuline, par son habileté dans le domaine de l'énigme, est l'équivalent, dans un mode moins inquiétant, de la Sphinx.
Elle est notamment réputée pour la construction en vers hexamètre de ses énigmes.

## Postérité

### Art contemporain
- Cléobuline figure parmi les 1 038 femmes référencées dans l'œuvre d’art contemporain The Dinner Party (1979) de Judy Chicago. Son nom y est associé à Sappho[12],[13].